# Ново Топоље
Ново Топоље је насељено мјесто у саставу општине Доњи Андријевци у Бродско-посавској жупанији, Република Хрватска.

## Историја
У Другом свјетском рату, православни Срби из овог села су доживили напад од стране нове усташке власти. Сељани су побјегли у шуму, из које су видјели да им усташе и Черкези пљачкају и спаљују село. У мјесту се налази српски православни храм Светог пророка Илије. Старија црква је срушена у Другом свјетском рату, на Божић, а новија је демолирана у рату деведесетих година 20. вијека. Обновљена је 2003. У порти храма је антифашистички споменик са именима жртава фашизма из овог мјеста. До територијалне реорганизације у Хрватској налазило се у саставу старе општине Славонски Брод.

## Становништво
На попису становништва 2011. године, Ново Топоље је имало 155 становника.

## Попис 1991.
На попису становништва 1991. године, насељено мјесто Ново Топоље је имало 223 становника, сљедећег националног састава:
| Попис 1991.‍  | Попис 1991.‍  | Попис 1991.‍ | Попис 1991.‍ | Попис 1991.‍ |
| ------------ | ------------ | ----------- | ----------- | ----------- |
|              |              |             |             |             |
| Срби         | Срби         |             | 189         | 84,75%      |
| Југословени  | Југословени  |             | 9           | 4,03%       |
| Хрвати       | Хрвати       |             | 6           | 2,69%       |
| Украјинци    | Украјинци    |             | 2           | 0,89%       |
| неопредељени | неопредељени |             | 13          | 5,82%       |
| непознато    | непознато    |             | 4           | 1,79%       |
| укупно: 223  |              |             |             |             |

## Галерија
- Дописница Анке Панић (Ново Топоље, код Сл. Брода) из логора Јасеновца. Никада се није вратила кући и води се у списку јасеновачких жртава.
- Анка је дописницу послала ћерки Љубици (касније Пајдић). Друга ћерка Софија (касније Влатковић) је деценијама живила у Новом Топољу, а преселила се са мужем у Инђију, у мјесту гдје јој је живила сестра Љубица, гдје су касније обје умрле.
- У порти српског православног храма Св. Илије је антифашистички споменик са именима погинулих из села.
- Име Анке Панић, убијене у Јасеновцу, је једно од имена на споменику.
- Некадашња зграда основне школе. Данас се користи за комеморативне скупове, када неко из села умре.
- Зграда у центру села гдје је некада била трговина и сеоски дом
- Пут ка Старом Топољу
- Један од гробова на гробљу у Новом Топољу. У новије вријеме и православни Срби углавном користе латиницу за гробне натписе, а ово је један од малобројних примјера да се при обнови старог гроба користи исто писмо, ћирилица.
- На новом крсту Марице Панић, хрватизирани потомци су име и презиме дали исклесати латиницом, а поред је бачен на земљу стари крст, који име покојнице има исписано ћирилицом.
- Стари крст Марице Панић исписан ћирилицом.
- Новији гробови